# Michael P. Aust
Michael P. Aust (* 11. März 1965 in Recklinghausen) ist ein deutscher Kurator, Kulturveranstalter und Filmproduzent. Seine Arbeit beschäftigt sich vor allem mit der Beziehung von Musik und Film.

## Leben
Aust war von 2014 bis 2019 Festivaldirektor des Internationalen Filmfests Braunschweig und ist seit 2004 Festivaldirektor des Filmmusikfestivals und -kongresses SoundTrack Cologne. Er ist Mitglied der Deutschen Filmakademie und des Filmbüros NW.
Seit 1996 leitet er als Geschäftsführer und Produzent die TelevisorTroika GmbH, Köln. Mit ihr veranstaltet er Kulturevents, produziert Arthousespielfilme und Dokumentarfilme zu kulturellen Themen und berät Kulturveranstalter im Bereich Public Relations.
Aust arbeitet seit mehr als 20 Jahren in der Filmindustrie und ist (Ko-)Produzent von bisher 16 Filmen (u. a. 101 Reykjavík, Low Lights, Stolperstein, Parallax Sounds Chicago, Eva Hesse).
Er leitete die StadtKlangNetz-Konferenz zur Musikvermittlung (2007–2014), den European Film Music Day bei den Internationalen Filmfestspielen von Cannes (2009–2016) und kuratierte u. a. das Medienkunstfestival DuKunst (1992), die Ausstellungen Klangvisionen (1994), The Art of Pop Video (Museum für Angewandte Kunst Köln 2011, Odessa Art Center 2012, FACT Liverpool 2013), die Next Level Conference zur Kunst der Computerspiele (2012), PLAY!CGN Ausstellung und Konferenz zu Computerspielen in der Kunst (2013), sowie die Konferenz "Feindliche Schwestern – Interdependenzen von Theater und Film" (2016).
Im Jahr 2022 feierte Aust sein Debüt als Regisseur mit dem Dokumentarfilm Can and me.

## Filmografie
- 2000: Stopp[21]
- 2000: 101 Reykjavík
- 2001: Tag des Sieges (Victory Day)
- 2002: Die eiserne Maria[22]
- 2004: Liebe, Tod und Meisterwerke
- 2005: Der Traum vom Schweben (Dream of Floating)[23]
- 2005: Es sollen rote Tulpen blühen[24]
- 2006: Jade Warrior[25]
- 2007: Requiem für einen Punk
- 2007: Diringas[26]
- 2007: Stolperstein  (Stumbling Blocks)[27]
- 2008: Roll Over Beethoven[28]
- 2009: LowLights
- 2010: La Sociedad del Semáforos (The Stoplight Society)[29]
- 2012: Pommes essen (Eating chips)[30]
- 2013: Parallax Sounds Chicago
- 2015: Eva Hesse[31]
- 2022: Am I Beautiful[32]
- 2022: The Sound of Cologne[33]
- 2023: Can and me[20]